# Берлінська тема
Берлінська те́ма — тема в шаховій композиції. Суть теми — спростування хибного сліду закінчується матом білому королю, в дійсній грі хід чорних, що спростовував хибну гру, тільки оголошує шах білому королю.

## Історія
Ідею запропонували німецькі шахові композитори з Берліна, від чого й походить назва — берлінська тема.
В білих є план атаки, але через невдалий вступний хід чорні спростовують хибну гру, та й ще це спростування призводить до оголошення чорними мату білому королю. В рішенні хід чорних, що спростовував спробу, тепер лише оголошує шах білому королю. Білі парирують цей шах і в наступних ходах оголошують мат чорному королю.
|   | a | b | c | d | e | f | g | h |   |
| 8 | c8 біла тура · d8 чорний слон · d7 білий кінь · e6 чорний пішак · d5 чорний король · e5 білий пішак · g5 чорний пішак · a4 чорний пішак · d4 білий пішак · b3 чорний кінь · c3 білий пішак · b2 білий король · f2 білий кінь | c8 біла тура · d8 чорний слон · d7 білий кінь · e6 чорний пішак · d5 чорний король · e5 білий пішак · g5 чорний пішак · a4 чорний пішак · d4 білий пішак · b3 чорний кінь · c3 білий пішак · b2 білий король · f2 білий кінь | c8 біла тура · d8 чорний слон · d7 білий кінь · e6 чорний пішак · d5 чорний король · e5 білий пішак · g5 чорний пішак · a4 чорний пішак · d4 білий пішак · b3 чорний кінь · c3 білий пішак · b2 білий король · f2 білий кінь | c8 біла тура · d8 чорний слон · d7 білий кінь · e6 чорний пішак · d5 чорний король · e5 білий пішак · g5 чорний пішак · a4 чорний пішак · d4 білий пішак · b3 чорний кінь · c3 білий пішак · b2 білий король · f2 білий кінь | c8 біла тура · d8 чорний слон · d7 білий кінь · e6 чорний пішак · d5 чорний король · e5 білий пішак · g5 чорний пішак · a4 чорний пішак · d4 білий пішак · b3 чорний кінь · c3 білий пішак · b2 білий король · f2 білий кінь | c8 біла тура · d8 чорний слон · d7 білий кінь · e6 чорний пішак · d5 чорний король · e5 білий пішак · g5 чорний пішак · a4 чорний пішак · d4 білий пішак · b3 чорний кінь · c3 білий пішак · b2 білий король · f2 білий кінь | c8 біла тура · d8 чорний слон · d7 білий кінь · e6 чорний пішак · d5 чорний король · e5 білий пішак · g5 чорний пішак · a4 чорний пішак · d4 білий пішак · b3 чорний кінь · c3 білий пішак · b2 білий король · f2 білий кінь | c8 біла тура · d8 чорний слон · d7 білий кінь · e6 чорний пішак · d5 чорний король · e5 білий пішак · g5 чорний пішак · a4 чорний пішак · d4 білий пішак · b3 чорний кінь · c3 білий пішак · b2 білий король · f2 білий кінь | 8 |
| 7 | c8 біла тура · d8 чорний слон · d7 білий кінь · e6 чорний пішак · d5 чорний король · e5 білий пішак · g5 чорний пішак · a4 чорний пішак · d4 білий пішак · b3 чорний кінь · c3 білий пішак · b2 білий король · f2 білий кінь | c8 біла тура · d8 чорний слон · d7 білий кінь · e6 чорний пішак · d5 чорний король · e5 білий пішак · g5 чорний пішак · a4 чорний пішак · d4 білий пішак · b3 чорний кінь · c3 білий пішак · b2 білий король · f2 білий кінь | c8 біла тура · d8 чорний слон · d7 білий кінь · e6 чорний пішак · d5 чорний король · e5 білий пішак · g5 чорний пішак · a4 чорний пішак · d4 білий пішак · b3 чорний кінь · c3 білий пішак · b2 білий король · f2 білий кінь | c8 біла тура · d8 чорний слон · d7 білий кінь · e6 чорний пішак · d5 чорний король · e5 білий пішак · g5 чорний пішак · a4 чорний пішак · d4 білий пішак · b3 чорний кінь · c3 білий пішак · b2 білий король · f2 білий кінь | c8 біла тура · d8 чорний слон · d7 білий кінь · e6 чорний пішак · d5 чорний король · e5 білий пішак · g5 чорний пішак · a4 чорний пішак · d4 білий пішак · b3 чорний кінь · c3 білий пішак · b2 білий король · f2 білий кінь | c8 біла тура · d8 чорний слон · d7 білий кінь · e6 чорний пішак · d5 чорний король · e5 білий пішак · g5 чорний пішак · a4 чорний пішак · d4 білий пішак · b3 чорний кінь · c3 білий пішак · b2 білий король · f2 білий кінь | c8 біла тура · d8 чорний слон · d7 білий кінь · e6 чорний пішак · d5 чорний король · e5 білий пішак · g5 чорний пішак · a4 чорний пішак · d4 білий пішак · b3 чорний кінь · c3 білий пішак · b2 білий король · f2 білий кінь | c8 біла тура · d8 чорний слон · d7 білий кінь · e6 чорний пішак · d5 чорний король · e5 білий пішак · g5 чорний пішак · a4 чорний пішак · d4 білий пішак · b3 чорний кінь · c3 білий пішак · b2 білий король · f2 білий кінь | 7 |
| 6 | c8 біла тура · d8 чорний слон · d7 білий кінь · e6 чорний пішак · d5 чорний король · e5 білий пішак · g5 чорний пішак · a4 чорний пішак · d4 білий пішак · b3 чорний кінь · c3 білий пішак · b2 білий король · f2 білий кінь | c8 біла тура · d8 чорний слон · d7 білий кінь · e6 чорний пішак · d5 чорний король · e5 білий пішак · g5 чорний пішак · a4 чорний пішак · d4 білий пішак · b3 чорний кінь · c3 білий пішак · b2 білий король · f2 білий кінь | c8 біла тура · d8 чорний слон · d7 білий кінь · e6 чорний пішак · d5 чорний король · e5 білий пішак · g5 чорний пішак · a4 чорний пішак · d4 білий пішак · b3 чорний кінь · c3 білий пішак · b2 білий король · f2 білий кінь | c8 біла тура · d8 чорний слон · d7 білий кінь · e6 чорний пішак · d5 чорний король · e5 білий пішак · g5 чорний пішак · a4 чорний пішак · d4 білий пішак · b3 чорний кінь · c3 білий пішак · b2 білий король · f2 білий кінь | c8 біла тура · d8 чорний слон · d7 білий кінь · e6 чорний пішак · d5 чорний король · e5 білий пішак · g5 чорний пішак · a4 чорний пішак · d4 білий пішак · b3 чорний кінь · c3 білий пішак · b2 білий король · f2 білий кінь | c8 біла тура · d8 чорний слон · d7 білий кінь · e6 чорний пішак · d5 чорний король · e5 білий пішак · g5 чорний пішак · a4 чорний пішак · d4 білий пішак · b3 чорний кінь · c3 білий пішак · b2 білий король · f2 білий кінь | c8 біла тура · d8 чорний слон · d7 білий кінь · e6 чорний пішак · d5 чорний король · e5 білий пішак · g5 чорний пішак · a4 чорний пішак · d4 білий пішак · b3 чорний кінь · c3 білий пішак · b2 білий король · f2 білий кінь | c8 біла тура · d8 чорний слон · d7 білий кінь · e6 чорний пішак · d5 чорний король · e5 білий пішак · g5 чорний пішак · a4 чорний пішак · d4 білий пішак · b3 чорний кінь · c3 білий пішак · b2 білий король · f2 білий кінь | 6 |
| 5 | c8 біла тура · d8 чорний слон · d7 білий кінь · e6 чорний пішак · d5 чорний король · e5 білий пішак · g5 чорний пішак · a4 чорний пішак · d4 білий пішак · b3 чорний кінь · c3 білий пішак · b2 білий король · f2 білий кінь | c8 біла тура · d8 чорний слон · d7 білий кінь · e6 чорний пішак · d5 чорний король · e5 білий пішак · g5 чорний пішак · a4 чорний пішак · d4 білий пішак · b3 чорний кінь · c3 білий пішак · b2 білий король · f2 білий кінь | c8 біла тура · d8 чорний слон · d7 білий кінь · e6 чорний пішак · d5 чорний король · e5 білий пішак · g5 чорний пішак · a4 чорний пішак · d4 білий пішак · b3 чорний кінь · c3 білий пішак · b2 білий король · f2 білий кінь | c8 біла тура · d8 чорний слон · d7 білий кінь · e6 чорний пішак · d5 чорний король · e5 білий пішак · g5 чорний пішак · a4 чорний пішак · d4 білий пішак · b3 чорний кінь · c3 білий пішак · b2 білий король · f2 білий кінь | c8 біла тура · d8 чорний слон · d7 білий кінь · e6 чорний пішак · d5 чорний король · e5 білий пішак · g5 чорний пішак · a4 чорний пішак · d4 білий пішак · b3 чорний кінь · c3 білий пішак · b2 білий король · f2 білий кінь | c8 біла тура · d8 чорний слон · d7 білий кінь · e6 чорний пішак · d5 чорний король · e5 білий пішак · g5 чорний пішак · a4 чорний пішак · d4 білий пішак · b3 чорний кінь · c3 білий пішак · b2 білий король · f2 білий кінь | c8 біла тура · d8 чорний слон · d7 білий кінь · e6 чорний пішак · d5 чорний король · e5 білий пішак · g5 чорний пішак · a4 чорний пішак · d4 білий пішак · b3 чорний кінь · c3 білий пішак · b2 білий король · f2 білий кінь | c8 біла тура · d8 чорний слон · d7 білий кінь · e6 чорний пішак · d5 чорний король · e5 білий пішак · g5 чорний пішак · a4 чорний пішак · d4 білий пішак · b3 чорний кінь · c3 білий пішак · b2 білий король · f2 білий кінь | 5 |
| 4 | c8 біла тура · d8 чорний слон · d7 білий кінь · e6 чорний пішак · d5 чорний король · e5 білий пішак · g5 чорний пішак · a4 чорний пішак · d4 білий пішак · b3 чорний кінь · c3 білий пішак · b2 білий король · f2 білий кінь | c8 біла тура · d8 чорний слон · d7 білий кінь · e6 чорний пішак · d5 чорний король · e5 білий пішак · g5 чорний пішак · a4 чорний пішак · d4 білий пішак · b3 чорний кінь · c3 білий пішак · b2 білий король · f2 білий кінь | c8 біла тура · d8 чорний слон · d7 білий кінь · e6 чорний пішак · d5 чорний король · e5 білий пішак · g5 чорний пішак · a4 чорний пішак · d4 білий пішак · b3 чорний кінь · c3 білий пішак · b2 білий король · f2 білий кінь | c8 біла тура · d8 чорний слон · d7 білий кінь · e6 чорний пішак · d5 чорний король · e5 білий пішак · g5 чорний пішак · a4 чорний пішак · d4 білий пішак · b3 чорний кінь · c3 білий пішак · b2 білий король · f2 білий кінь | c8 біла тура · d8 чорний слон · d7 білий кінь · e6 чорний пішак · d5 чорний король · e5 білий пішак · g5 чорний пішак · a4 чорний пішак · d4 білий пішак · b3 чорний кінь · c3 білий пішак · b2 білий король · f2 білий кінь | c8 біла тура · d8 чорний слон · d7 білий кінь · e6 чорний пішак · d5 чорний король · e5 білий пішак · g5 чорний пішак · a4 чорний пішак · d4 білий пішак · b3 чорний кінь · c3 білий пішак · b2 білий король · f2 білий кінь | c8 біла тура · d8 чорний слон · d7 білий кінь · e6 чорний пішак · d5 чорний король · e5 білий пішак · g5 чорний пішак · a4 чорний пішак · d4 білий пішак · b3 чорний кінь · c3 білий пішак · b2 білий король · f2 білий кінь | c8 біла тура · d8 чорний слон · d7 білий кінь · e6 чорний пішак · d5 чорний король · e5 білий пішак · g5 чорний пішак · a4 чорний пішак · d4 білий пішак · b3 чорний кінь · c3 білий пішак · b2 білий король · f2 білий кінь | 4 |
| 3 | c8 біла тура · d8 чорний слон · d7 білий кінь · e6 чорний пішак · d5 чорний король · e5 білий пішак · g5 чорний пішак · a4 чорний пішак · d4 білий пішак · b3 чорний кінь · c3 білий пішак · b2 білий король · f2 білий кінь | c8 біла тура · d8 чорний слон · d7 білий кінь · e6 чорний пішак · d5 чорний король · e5 білий пішак · g5 чорний пішак · a4 чорний пішак · d4 білий пішак · b3 чорний кінь · c3 білий пішак · b2 білий король · f2 білий кінь | c8 біла тура · d8 чорний слон · d7 білий кінь · e6 чорний пішак · d5 чорний король · e5 білий пішак · g5 чорний пішак · a4 чорний пішак · d4 білий пішак · b3 чорний кінь · c3 білий пішак · b2 білий король · f2 білий кінь | c8 біла тура · d8 чорний слон · d7 білий кінь · e6 чорний пішак · d5 чорний король · e5 білий пішак · g5 чорний пішак · a4 чорний пішак · d4 білий пішак · b3 чорний кінь · c3 білий пішак · b2 білий король · f2 білий кінь | c8 біла тура · d8 чорний слон · d7 білий кінь · e6 чорний пішак · d5 чорний король · e5 білий пішак · g5 чорний пішак · a4 чорний пішак · d4 білий пішак · b3 чорний кінь · c3 білий пішак · b2 білий король · f2 білий кінь | c8 біла тура · d8 чорний слон · d7 білий кінь · e6 чорний пішак · d5 чорний король · e5 білий пішак · g5 чорний пішак · a4 чорний пішак · d4 білий пішак · b3 чорний кінь · c3 білий пішак · b2 білий король · f2 білий кінь | c8 біла тура · d8 чорний слон · d7 білий кінь · e6 чорний пішак · d5 чорний король · e5 білий пішак · g5 чорний пішак · a4 чорний пішак · d4 білий пішак · b3 чорний кінь · c3 білий пішак · b2 білий король · f2 білий кінь | c8 біла тура · d8 чорний слон · d7 білий кінь · e6 чорний пішак · d5 чорний король · e5 білий пішак · g5 чорний пішак · a4 чорний пішак · d4 білий пішак · b3 чорний кінь · c3 білий пішак · b2 білий король · f2 білий кінь | 3 |
| 2 | c8 біла тура · d8 чорний слон · d7 білий кінь · e6 чорний пішак · d5 чорний король · e5 білий пішак · g5 чорний пішак · a4 чорний пішак · d4 білий пішак · b3 чорний кінь · c3 білий пішак · b2 білий король · f2 білий кінь | c8 біла тура · d8 чорний слон · d7 білий кінь · e6 чорний пішак · d5 чорний король · e5 білий пішак · g5 чорний пішак · a4 чорний пішак · d4 білий пішак · b3 чорний кінь · c3 білий пішак · b2 білий король · f2 білий кінь | c8 біла тура · d8 чорний слон · d7 білий кінь · e6 чорний пішак · d5 чорний король · e5 білий пішак · g5 чорний пішак · a4 чорний пішак · d4 білий пішак · b3 чорний кінь · c3 білий пішак · b2 білий король · f2 білий кінь | c8 біла тура · d8 чорний слон · d7 білий кінь · e6 чорний пішак · d5 чорний король · e5 білий пішак · g5 чорний пішак · a4 чорний пішак · d4 білий пішак · b3 чорний кінь · c3 білий пішак · b2 білий король · f2 білий кінь | c8 біла тура · d8 чорний слон · d7 білий кінь · e6 чорний пішак · d5 чорний король · e5 білий пішак · g5 чорний пішак · a4 чорний пішак · d4 білий пішак · b3 чорний кінь · c3 білий пішак · b2 білий король · f2 білий кінь | c8 біла тура · d8 чорний слон · d7 білий кінь · e6 чорний пішак · d5 чорний король · e5 білий пішак · g5 чорний пішак · a4 чорний пішак · d4 білий пішак · b3 чорний кінь · c3 білий пішак · b2 білий король · f2 білий кінь | c8 біла тура · d8 чорний слон · d7 білий кінь · e6 чорний пішак · d5 чорний король · e5 білий пішак · g5 чорний пішак · a4 чорний пішак · d4 білий пішак · b3 чорний кінь · c3 білий пішак · b2 білий король · f2 білий кінь | c8 біла тура · d8 чорний слон · d7 білий кінь · e6 чорний пішак · d5 чорний король · e5 білий пішак · g5 чорний пішак · a4 чорний пішак · d4 білий пішак · b3 чорний кінь · c3 білий пішак · b2 білий король · f2 білий кінь | 2 |
| 1 | c8 біла тура · d8 чорний слон · d7 білий кінь · e6 чорний пішак · d5 чорний король · e5 білий пішак · g5 чорний пішак · a4 чорний пішак · d4 білий пішак · b3 чорний кінь · c3 білий пішак · b2 білий король · f2 білий кінь | c8 біла тура · d8 чорний слон · d7 білий кінь · e6 чорний пішак · d5 чорний король · e5 білий пішак · g5 чорний пішак · a4 чорний пішак · d4 білий пішак · b3 чорний кінь · c3 білий пішак · b2 білий король · f2 білий кінь | c8 біла тура · d8 чорний слон · d7 білий кінь · e6 чорний пішак · d5 чорний король · e5 білий пішак · g5 чорний пішак · a4 чорний пішак · d4 білий пішак · b3 чорний кінь · c3 білий пішак · b2 білий король · f2 білий кінь | c8 біла тура · d8 чорний слон · d7 білий кінь · e6 чорний пішак · d5 чорний король · e5 білий пішак · g5 чорний пішак · a4 чорний пішак · d4 білий пішак · b3 чорний кінь · c3 білий пішак · b2 білий король · f2 білий кінь | c8 біла тура · d8 чорний слон · d7 білий кінь · e6 чорний пішак · d5 чорний король · e5 білий пішак · g5 чорний пішак · a4 чорний пішак · d4 білий пішак · b3 чорний кінь · c3 білий пішак · b2 білий король · f2 білий кінь | c8 біла тура · d8 чорний слон · d7 білий кінь · e6 чорний пішак · d5 чорний король · e5 білий пішак · g5 чорний пішак · a4 чорний пішак · d4 білий пішак · b3 чорний кінь · c3 білий пішак · b2 білий король · f2 білий кінь | c8 біла тура · d8 чорний слон · d7 білий кінь · e6 чорний пішак · d5 чорний король · e5 білий пішак · g5 чорний пішак · a4 чорний пішак · d4 білий пішак · b3 чорний кінь · c3 білий пішак · b2 білий король · f2 білий кінь | c8 біла тура · d8 чорний слон · d7 білий кінь · e6 чорний пішак · d5 чорний король · e5 білий пішак · g5 чорний пішак · a4 чорний пішак · d4 білий пішак · b3 чорний кінь · c3 білий пішак · b2 білий король · f2 білий кінь | 1 |
|   | a | b | c | d | e | f | g | h |   |

FEN: 2Rb4/3N4/4p3/3kP1p1/p2P4/1nP5/1K3N2/8
1. Kc2? ~ 2. Kd3 ~ 3. c4#
          3. ... Sc1 4. Ke3!
1. ... g4! 2. Kd3 Sc1+ 3. Ke3?? Bg5#
1. Kb1! ~ Zz
1. ... g4 2. Kc2 g3 3. Kd3! Sc1+
4. Ke3 Bg5+ 5. Kf3 Bd8 6. Rc5#
          5. ... Sb3 6. Sb6#
Хибний хід білих призводить до оголошення мату білому королю на третьому ході. В дійсній грі в процесі розв'язку хід чорних, який оголошував мат білому королю в хибній грі, тепер оголошує лише шах білому королю.